# 1033 Simona
Az 1033 Simona (ideiglenes jelöléssel 1924 SM) a Naprendszer kisbolygóövében található aszteroida. George Van Biesbroeck fedezte fel 1924. szeptember 4-én.